# Taddeo II da Montefeltro

Stemma della famiglia Da Montefeltro

Taddeo II da Montefeltro-Pietrarubbia (... – 1º maggio 1282) è stato un condottiero italiano, membro della famiglia marchigiana dei da Montefeltro.

## Biografia
Taddeo era figlio di Bonconte I da Montefeltro (quindi nipote di primo grado di Taddeo I da Montefeltro) e fratello di Montefeltrano II da Montefeltro, duca di Urbino dal 1242 al 1255 (anno della sua morte), condottiero ghibellino. Guido da Montefeltro, capo dei ghibellini di Romagna, fu suo cugino.
Nel 1248, in seguito alla disfatta di Federico II di Svevia a Parma, Taddeo si alleò con i guelfi (aprile 1248). Il 16 aprile, insieme con Malatesta da Verucchio, Ramberto di Giovanni Malatesta e i conti di Carpegna, organizzò il rientro a Rimini della fazione guelfa dei Gambacerra, sconfitta otto anni prima, che cacciò a sua volta i partigiani imperiali.

Il cambio di campo del 1248 segnò una frattura all'interno della famiglia Montefeltro: il ramo con capostipite Taddeo abbracciò la parte guelfa; l'altro ramo della famiglia, costituito dai nipoti di Taddeo, tra cui Montefeltrano II e Ugolino, vescovo di San Leo, rimase invece fedele al campo ghibellino.
Negli anni seguenti Taddeo divenne uno dei capi del guelfismo toscano ed umbro. Nel 1261 fu nominato podestà di Rimini, dove introdusse la fabbricazione dei panni di lana tessuti dagli Umiliati. Restituì al papa Clemente IV una parte della Romagna, e nel 1270 Carlo I d'Angiò lo fece suo vicario a Lucca. Nel 1273 fu governatore del Patrimonio di San Pietro e fu nominato conte di Pietrarubbia. Nel luglio dello stesso anno divenne podestà di Siena, poi governatore di Todi e di Città di Castello. Re Carlo I d'Angiò lo nominò vicario regio della Toscana.
Nel 1281 Taddeo assunse il comando di una parte del composito esercito guelfo-angioino inviato da papa Martino IV in Romagna per sconfiggere definitivamente i ghibellini, guidati dal cugino Guido da Montefeltro. L'anno seguente avvenne l'atto finale dello scontro, la battaglia di Forlì, dove Taddeo trovò la morte il 1º maggio.
I suoi discendenti mantennero la sovranità del castello di Pietrarubbia, che passò al figlio Taddeo Novello.
Taddeo ebbe nove figli: Corrado, Malatesta, Taddeo Novello, Roberto, Ubertino, Speranza, Giovanna, Filippuccio e Rinaldo.